# Otto von Klobus
Otto von Klobus (ur. 18 stycznia 1874 w Łodygowicach, zm. 26 sierpnia 1943) – baron, major wojsk austro-węgierskich, ostatni właściciel dóbr łodygowickich. 

## Życiorys
Jego ojciec, Adolf, był majorem, a matka wywodziła się z rodu hrabiowskiego Primavesi de Weber. Młodość spędził w Łodygowicach i Wiedniu. Wstąpił do wojska austro-węgierskiego, gdzie osiągnął stopień majora kawalerii. W 1906 powrócił do Łodygowic, które wcześniej stały się jego własnością, przekazane przez rodziców. Stosunki Ottona z ojcem Adolfem były mimo to złe, a po śmierci seniora Otto nie zdecydował się pochować ojca w Łodygowicach.

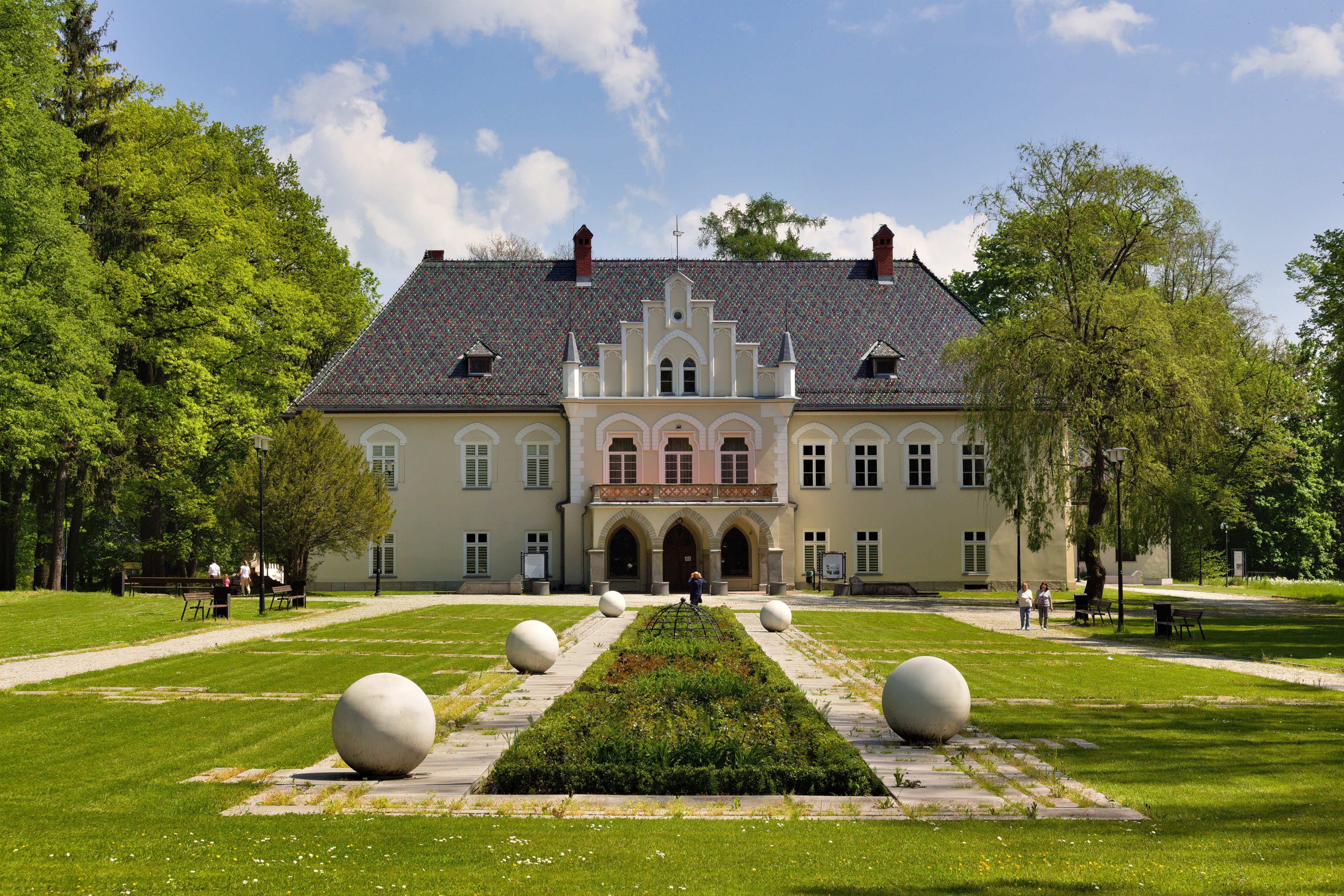
Dwór w Łodygowicach, gdzie mieszkał Otto von Klobus

Osiadłszy w Łodygowicach, zaangażował się znacznie w życie miejscowości. Przez 14 lat sprawował urząd wójta. Ofiarował należące do niego parcele na teren pod budowy łodygowickiej żeńskiej szkoły rolniczej, przedszkola w tej samej miejscowości oraz sanatorium w Wilkowicach. Był także radnym rad powiatowych w Białej oraz w Żywcu; swoje funkcje pełnił społecznie.
Po zajęciu Łodygowic przez wojska niemieckie odmówił podpisania volkslisty. W wyniku tego w sierpniu 1940 władze okupacyjne odebrały jego majątek, pozostawiając do jego dyspozycji jedynie zamek łodygowicki. W 1943, po odwołaniu się Ottona do sądu, władze uznały jego niemieckie pochodzenie i zwróciły mu jego posiadłości. Zmarł 26 sierpnia 1943 i został pochowany na cmentarzu w Łodygowicach. Do końca życia pozostawał kawalerem; posiadał nieślubne potomstwo (co najmniej 2 synów) z lokalnymi kobietami.